# 小林邦夫
小林 邦夫（こばやし くにお、1925年〈大正14年〉 - ）は宮内に奉職した日本の建築家。現在、神奈川県に在住。
1942年（昭和17年）内匠寮匠生に採用され、翌1943年（昭和18年）に宮内省内匠寮雇員となる。
のち、宮内省から宮内府を経て、宮内庁管理部業務課に所属。
1956年（昭和31年）に工務課に移る。
翌1957年（昭和32年）に宮殿造営調査室員となった。
1963年（昭和38年）に設けられた
臨時皇居造営部では、造営課設計第一係長、造営諜工事第三係長をつとめた。
その後、管理部工務課に戻る。
1969年（昭和44年）に建築第四係長、
1973年（昭和48年）からは専門官。
1986年（昭和61年）に退官した。